# Asrar el-banaat
Asrar el-banaat (أسرار البنات) comercialitzada internacionalment com A Girl's Secret és una pel·lícula dramàtica egípcia de 2001 dirigida per Magdy Ahmed Aly. Va ser seleccionada com a entrada egípcia per a la Millor pel·lícula en llengua estrangera als Premis Oscar de 2002, però no va ser nominada.

## Argument
Mostra el conflicte entre la cultura tradicional musulmana egípcia i la modernitat mostrat el drama d’una xicota de 16 anys que es queda embarassada.

## Repartiment
- Dalal Abdel Aziz com a Awatef, la mare de Yasmine
- Ezzat Abou Aouf com a Khaled, el pare de Yasmine
- Maya Sheiha com a Yasmine

## Premis
Va participar en la XXII edició de la Mostra de València on va guanyar la Palmera de Bronze a la millor pel·lícula.